# Homaloceraphron microphthalmus
Homaloceraphron microphthalmus är en stekelart som beskrevs av Paul Dessart och Lubomir Masner 1969. Homaloceraphron microphthalmus ingår i släktet Homaloceraphron och familjen pysslingsteklar. Inga underarter finns listade i Catalogue of Life.